# Polarni vrtlog
Polarni vrtlog je gornji nivo područja niskog pritiska koje leži u blizini jednog od Zemljinih polova. Postoje dva polarna vrtloga u Zemljinoj atmosferi, koji nadkriljuju Severni i Južni pol. Svaki polarni vrtlog je perzistentna zona niskog pritiska velikih razmera, prečnika manjeg od 1.000 kilometara (620 milja), koja rotira u smeru suprotnom od kazaljki na satu na Severnom polu, i u smeru kazaljki na satu na Južnom polu (u oba slučaja se naziva ciklon), tj. oba se polarna vrtloga okreću na istok oko polova. Kao i kod ostalih ciklona, njihova rotacija je vođena Koriolisovim efektom. Podnožja dva polarna vrtloga nalaze se u srednjoj i gornjoj troposferi i protežu se u stratosferu. Ispod toga leži velika masa hladnog, gustog arktičkog vazduha.
Sučelje između hladne mase suvog vazduha pola i tople vlažne vazdušne mase dalje na jugu definiše lokaciju polarnog fronta. Polarni front je centriran, približno na visini od 60°. Polarni vrtlog zimi ojačava, a leti slabi zbog svoje zavisnosti od razlike u temperaturi između ekvatora i polova.
Vrtlozi slabe i jačaju iz godine u godinu. Kad je vrtlog Arktika jak, to je dobro definisano, postoji jedan vrtlog, i arktički vazduh je dobro zadržan; kada je slabiji, što generalno jeste, razbija se u dva ili više vrtloga; kada je veoma slab, protok arktičkog vazduha postaje neorganizovaniji, i mase hladnog arktičkog vazduha mogu prodreti ka ekvatoru, donoseći sa sobom brz i oštar pad temperature. Kada je polarni vrtlog jak, postoji veliki pojedinačni vrtlog sa mlaznim tokom koji je „dobro ograničen” u blizini polarnog fronta. Kada severni vrtlog oslabi, razdvaja se na dva ili više manjih vrtloga, od kojih su najjači u blizini Bafinovih ostrva u Kanadi, a drugi iznad severoistočnog Sibira.
Antarktički vrtlog južne hemisfere je jedinstvena zona niskog pritiska koja se nalazi u blizini ivice Rosove ledene ploče, blizu 160 zapadne dužine. Kada je polarni vrtlog jak, zapadnjaci srednje širine (vetrovi na površini između 30° i 60° širine od zapada) povećavaju snagu i postojani su. Kada je polarni vrtlog slab, zone visokog pritiska srednjih geografskih širina mogu da prodru ka polu, pomerajući polarni vrtlog, mlazni tok i polarni front ka ekvatoru. Uočeno je da mlazna struja „previje” i odstupi prema jugu. Ovo brzo dovodi hladan suv vazduh u dodir sa toplim, vlažnim vazduhom srednjih geografskih širina, što rezultira brzom i dramatičnom promenom vremena poznatom kao hladni talas.
Do oštećenja ozonskog sloja dolazi unutar polarnih vrtloga - posebno nad južnom hemisferom - pri čemu se maksimalno osiromašenje doseže u proleće.

## Arktički i antarktički vrtlozi

### Severna hemisfera
Kada je troposferski vrtlog Arktika jak, on ima dobro definisan i skoro kružni oblik, postoji jedan vrtlog sa mlaznom strujom koja je dobro ograničena u blizini polarnog fronta, a arktički vazduh je dobro sadržan. Kada severni troposferski vrtlog oslabi, razbija se na dva ili više manjih vrtloga, od kojih su najjači kod Bafinovog ostrva, Nunavut, a drugi iznad severoistočnog Sibira. Kada je veoma slab, protok arktičkog vazduha postaje neorganizovaniji, a mase hladnog arktičkog vazduha mogu da napreduju ka ekvatoru, donoseći sa sobom brz i oštar pad temperature.
Za duboko zamrzavanje koje je zahvatilo veći deo Sjedinjenih Država i Kanade krajem januara 2019. okrivljuje se „polarni vrtlog”. Ovo nije naučno ispravna upotreba termina polarni vrtlog, već se umesto toga odnosi na izbijanje hladnog arktičkog vazduha izazvano oslabljenim polarnim vrtlogom. Američka Nacionalna meteorološka služba upozorila je da su promrzline moguće u roku od samo 10 minuta usled boravka napolju na tako ekstremnim temperaturama, i stotine škola, koledža i univerziteta u pogođenim oblastima su zatvorene. Oko 21 osoba je umrlo u SAD od teških promrzlina.] Države u regionu srednjeg zapada Sjedinjenih Država imale su hladnoću malo iznad -50 °F (-45 °C). Smatra se da je polarni vrtlog takođe imao uticaja u Evropi. Na primer, za zimske poplave u Ujedinjenom Kraljevstvu 2013–2014. okrivljuje se Polarni vrtlog koji je doneo veliku hladnoću u Sjedinjenim Državama i Kanadi. Slično, za jaku hladnoću u Ujedinjenom Kraljevstvu u zimama 2009/10 i 2010/11 takođe je okrivljuje Polarni vrtlog.

### Južna hemisfera
Antarktički vrtlog južne hemisfere je jedna zona niskog pritiska koja se nalazi blizu ivice Rosove ledene police, blizu 160 zapadne geografske dužine. Kada je polarni vrtlog jak, zapadni vetrovi srednje geografske širine (vetrovi na površinskom nivou između 30° i 60° geografske širine sa zapada) povećavaju snagu i ostaju uporni. Kada je polarni vrtlog slab, zone visokog pritiska srednjih geografskih širina mogu da potiskuju pol, pomerajući polarni vrtlog, mlaznu struju i polarni front prema ekvatoru. Vidi se da mlazni tok „zavija” i skreće sa juga. Ovo brzo dovodi hladni suvi vazduh u kontakt sa toplim, vlažnim vazduhom srednjih geografskih širina, što rezultira brzom i dramatičnom promenom vremena poznatom kao „hladni talas“.
U Australiji, polarni vrtlog, tamo poznat kao „polarna eksplozija“ ili „polarni pad“, je hladni front koji vuče vazduh sa Antarktika donoseći pljuskove s kišom, sneg (obično u unutrašnjosti, sa mećavama koje se javljaju u visoravnima), olujne ledene vetrove i grad u jugoistočnim delovima zemlje, kao što su Viktorija, Tasmanija, jugoistočna obala Južne Australije i južna polovina Novog Južnog Velsa (ali samo na vetrovitoj strani Velikog razvodnog lanca, dok zavetrina biva pogođena fen vetrovima).

## Literatura
- „The science behind the polar vortex”. NOAA.gov (NASA) (на језику: енглески). 29. 1. 2019. Приступљено 31. 1. 2019.
- „What Is a Polar Vortex?”. NOAA SciJinks.gov (NASA) (на језику: енглески). Приступљено 31. 1. 2019.
- „What is the Polar Vortex?”. US National Weather Service (на језику: енглески). Приступљено 31. 1. 2019.
- Nash, Eric R.; Newman, Paul A.; Rosenfield, Joan E.; Schoeberl, Mark R. (1996). „An objective determination of the polar vortex using Ertel's potential vorticity”. Journal of Geophysical Research. 101: 9471—78. Bibcode:1996JGR...101.9471N. doi:10.1029/96JD00066.
- Butchart, Neal; Remsberg, Ellis E. (1986). „The Area of the Stratospheric Polar Vortex as a Diagnostic for Tracer Transport on an Isentropic Surface”. Journal of the Atmospheric Sciences. 43 (13): 1319—1339. Bibcode:1986JAtS...43.1319B. doi:10.1175/1520-0469(1986)043<1319:TAOTSP>2.0.CO;2 .
- Schoeberl, Mark R.; Lait, Leslie R.; Newman, Paul A.; Rosenfield, Joan E. (1992). „The structure of the polar vortex”. Journal of Geophysical Research. 97 (D8): 7859—82. Bibcode:1992JGR....97.7859S. doi:10.1029/91JD02168.
- Coy, Lawrence; Nash, Eric R.; Newman, Paul A. (1997). „Meteorology of the polar vortex: Spring 1997”. Geophysical Research Letters. 24 (22): 2693—96. Bibcode:1997GeoRL..24.2693C. doi:10.1029/97GL52832.
- Schoeberl, M.R.; Hartmann, D.L. (1991). „The Dynamics of the Stratospheric Polar Vortex and Its Relation to Springtime Ozone Depletions”. Science. 251 (4989): 46—52. Bibcode:1991Sci...251...46S. PMID 17778602. doi:10.1126/science.251.4989.46.
- Waugh, D; Plumb, R; Elkins, J; Fahey, D; Boering, K; Dutton, G; Lait, L (2012). „Mixing of polar vortex air into middle latitudes as revealed by tracer-tracer scatterplots”. Journal of Geophysical Research: Atmospheres. 102 (D11): 13199—34. Bibcode:1997JGR...10213119W. doi:10.1029/96JD03715.
- Cavallo, Steven M.; Hakim, Gregory J. (april 2009). „Potential Vorticity Diagnosis of a Tropopause Polar Cyclone”. Monthly Weather Review. 137 (4): 1358—71. Bibcode:2009MWRv..137.1358C. doi:10.1175/2008MWR2670.1.
- Lee, Sukyoung (јануар 2014). „A theory for polar amplification from a general circulation perspective”. Asia-Pacific Journal of the Atmospheric Sciences. 50 (1): 31—43. Bibcode:2014APJAS..50...31L. S2CID 20639425. doi:10.1007/s13143-014-0024-7.
- Pierrehumbert, R. T. (2010). Principles of Planetary Climate. Cambridge University Press. ISBN 978-0521865562.
- Kasting, J. F. (1988). „Runaway and moist greenhouse atmospheres and the evolution of Earth and Venus”. Icarus. 74 (3): 472—94. Bibcode:1988Icar...74..472K. PMID 11538226. doi:10.1016/0019-1035(88)90116-9.
- Williams, David R. (15. 4. 2005). „Venus Fact Sheet”. NASA. Приступљено 2007-10-12.
- Lorenz, Ralph D.; Lunine, Jonathan I.; Withers, Paul G.; McKay, Christopher P. (2001). „Titan, Mars and Earth: Entropy Production by Latitudinal Heat Transport” (PDF). Ames Research Center, University of Arizona Lunar and Planetary Laboratory. Приступљено 2007-08-21.

## Spoljašnje veze
- „Current map of arctic winds and temperatures at the 10 hPa level”.
- „Current map of arctic winds and temperatures at the 70 hPa level”.
- „Current map of arctic winds and temperatures at the 250 hPa level”.
- „Current map of arctic winds and temperatures at the 500 hPa level”.
- „Current map of antarctic winds and temperatures at the 10 hPa level”.
- „Current map of antarctic winds and temperatures at the 70 hPa level”.
- „Current map of antarctic winds and temperatures at the 250 hPa level”.
- „Current map of antarctic winds and temperatures at the 500 hPa level”.